# Sint-Pieterskerk (Wezembeek-Oppem)

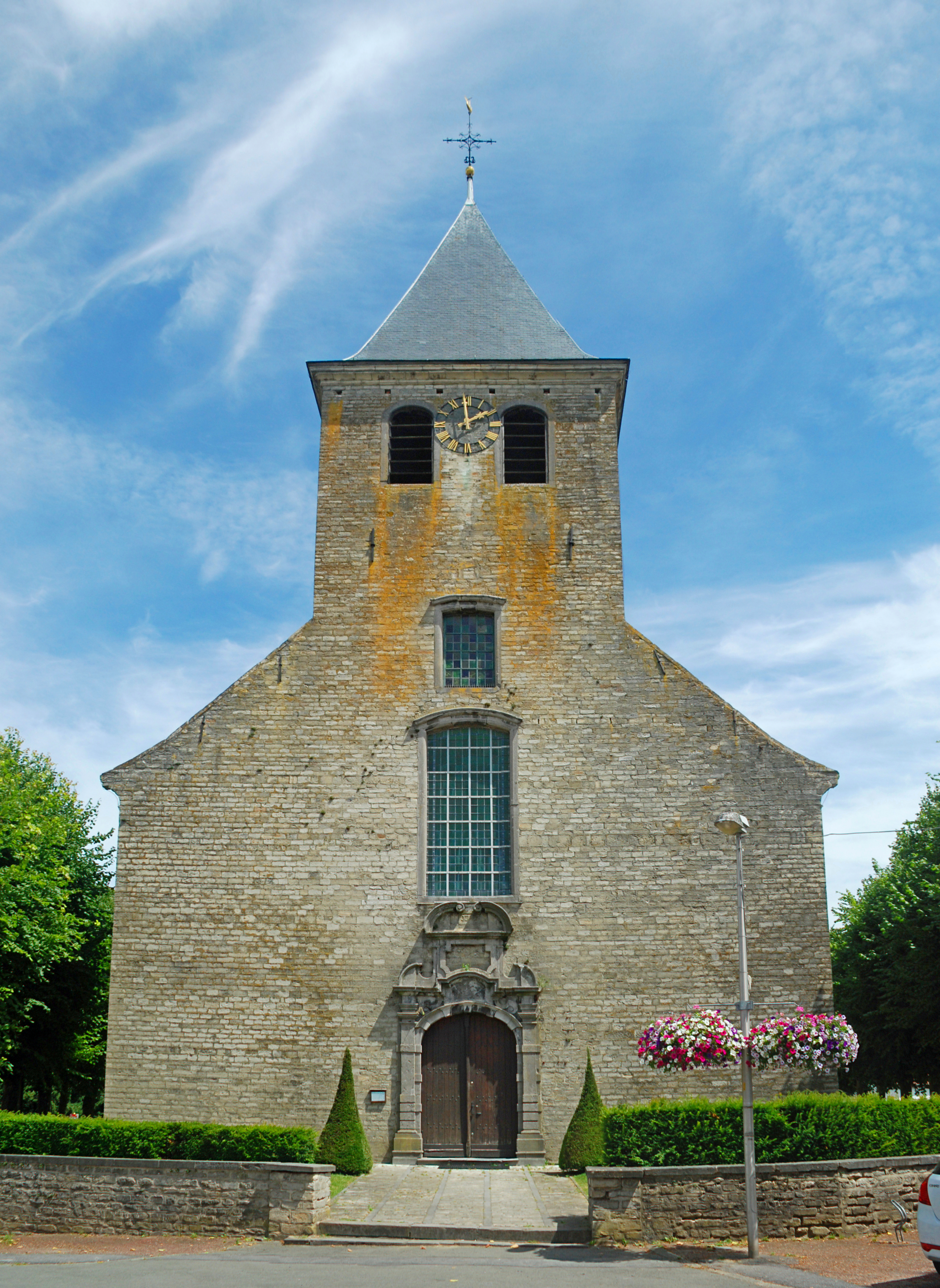
Sint-Pieterskerk

De Sint-Pieterskerk is de parochiekerk van de tot de Vlaams-Brabantse gemeente Wezembeek-Oppem behorende plaats Wezembeek, gelegen aan het Sint-Pietersplein.

## Geschiedenis
Oorspronkelijk was deze kerk gewijd aan Sint-Petrus' Banden en werd hij voor het eerst vermeld in 1129. De rechten van de kerk kwamen toen aan de Kathedraal van Sint-Michiel en Sint-Goedele te Brussel. Van de eerste kerk is weinig bekend. De toren van de huidige kerk heeft vermoedelijk een romaanse kern.
Het gotisch koor werd mogelijk in de 15e of 16e eeuw gebouwd. In 1583 werd de kerk echter twee maal in brand gestoken door muitende soldaten die onder bevel stonden van Alexander Farnese. Het koor kon echter snel weer bruikbaar worden gemaakt maar het kerkschip was vernield. In 1602 werd het dak van de kerk hersteld. Van 1604-1610 vond het definitieve herstel plaats. Tijdens de Hollandse Oorlog (1672-1679) liep de kerk eveneens schade op die echter in 1685 was hersteld.
Vooral in de 18e eeuw vonden tal van onderhoudswerken plaats maar met name in 1782 werd de kerk ingrijpend vernieuwd. Hij werd voorzien van zijbeuken en de toren werd bekleed met dezelfde steensoort die ook voor de zijbeuken was toegepast.
In 1793 werd een orgel aangekocht bij Adrien Rochet maar in 1796 werd vrijwel het gehele kerkmeubilair verbeurd verklaard en openbaar verkocht. Het werd echter teruggekocht door de kerkrentmeester en in 1803 kon het orgel weer worden geplaatst.

## Gebouw
Het betreft een driebeukig kerkgebouw met ingebouwde toren die oorspronkelijk in mergelsteen was opgetrokken maar in 1782 bekleed werd met zandsteen, dat ook voor de zijbeuken werd gebruikt waardoor de kerk een homogeen uiterlijk kreeg.
Het kerkschip is classicistisch en het gotisch koor is driezijdig afgesloten.